# Doratogonus annulipes
Doratogonus annulipes é uma espécie de milípede da família Spirostreptidae. 
Pode ser encontrada nos seguintes países: Lesoto e África do Sul. 